# Cazasu, Brăila
Cazasu este satul de reședință al comunei cu același nume din județul Brăila, Muntenia, România.
Pe plan local circula ipoteza că satul Cazasu este format din contopirea altor două sate vechi, care purtau numele a doi turci: Ismen si Cazas-Omer.
În 1828, satul Cazasu a fost ocupat de ruși în timpul Războiului Ruso-Turc din 1828–1829. Aceștia au fortificat satul și l-au folosit pentru a ataca Brăila, pe care au cucerit-o și, după război, au incorporat-o Țării Românești.

Satul Cazasu se află imediat la est de municipiul Brăila, pe șoseaua națională DN22, care leagă Brăila de Râmnicu Sărat. Din această șosea, la Cazasu se ramifică șoseaua județeană DJ221, care o leagă de comunele Romanu, Gemenele și Râmnicelu, terminându-se la Șuțești în același drum DN22.